# Gare de Fréjus
Gare de Fréjus – stacja kolejowa w Fréjus, w regionie Prowansja-Alpy-Lazurowe Wybrzeże, we Francji. Znajdują się tu 2 perony.

## Dworzec
Stacja została zbudowana w 1863 przez PLM.
Jest obsługiwana przez pociągi TER Provence-Alpes-Côte d’Azur (linia z Marsylii do Ventimiglii za pośrednictwem Tulon i Nicei).